# Christopher Jäger

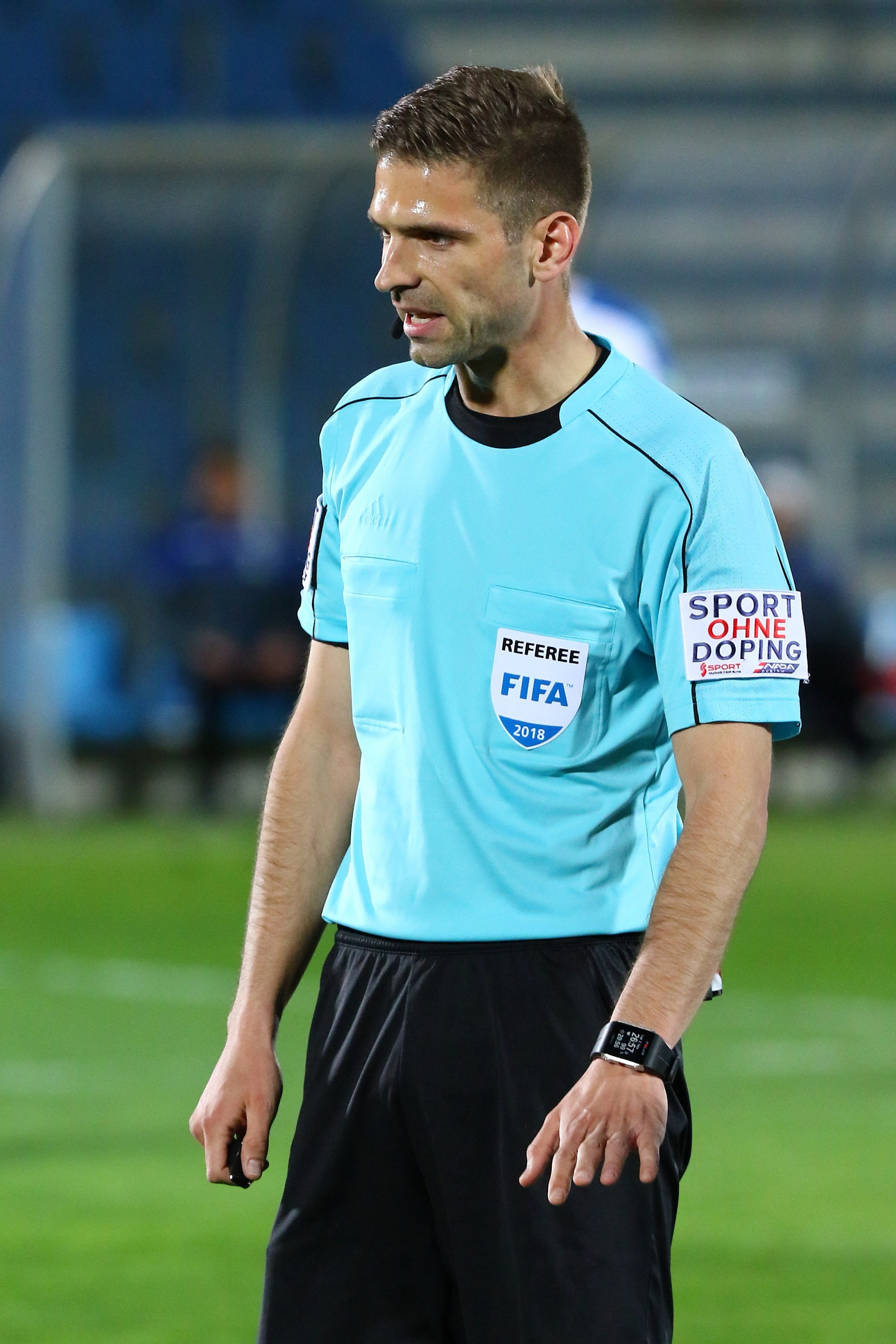
Christopher Jäger (2018)

Christopher Jäger (* 23. Jänner 1985 in Wals) ist ein österreichischer Fußballschiedsrichter. Von 2015 bis 2025 leitete er Spiele der österreichischen Fußball-Bundesliga, von 2018 bis 2022 stand er zudem auf der Liste der FIFA-Schiedsrichter.

## Karriere als Schiedsrichter
Jäger ist seit 3. April 2004 Fußballschiedsrichter im Salzburger Fußballverband. Seit der Saison 2010/11 leitet er Spiele der 2. Liga. 2014/15 stieg er in die Fußball-Bundesliga auf. Bis zu seinem Karriereende als Feldschiedsrichter nach der Saison 2025/25 leitete er 129 Spiele in Österreichs höchster Spielklasse sowie 44 Cup-Partien. Als Karrierehöhepunkt kann der Einsatz als Schiedsrichter beim ÖFB-Cup-Final 2023 zwischen Rapid Wien und SK Sturm Graz gelten (Endstand 0:2). Mit 40 Jahren beendete er seine Schiedsrichterlaufbahn auf dem Feld, bleibt der Bundesliga jedoch als spezialisierter Video-Schiedsrichter erhalten.
Von 2018 bis 2022 war er FIFA-Schiedsrichter. Seinen ersten internationalen Auftritt hatte er am 9. März 2018 in der U17 EM-Qualifikation Schottland U17 - Kroatien U17 - das Spiel endete 0:0. Sein internationales Herrendebüt feierte er im Mai desselben Jahres beim Freundschaftsspiel zwischen Rumänien und Chile. In den folgenden Jahren leitete er vorrangig Partien im europäischen Juniorenbereich und A-Testländerspiele. Zudem kam er vereinzelt in den Qualifikationsrunden der UEFA-Vereinswettbewerbe zum Einsatz. Zum Jahresbeginn 2023 nominierte der ÖFB statt Jäger, den sechs Jahre jüngeren Stefan Ebner für die FIFA-Liste.

## Privat
Der gelernte Bankkaufmann ist Regionaldirektor und Filialdirektor bei der Salzburger Landeshypotheken. Sein Bruder Florian ist ebenfalls Schiedsrichter.